# 澤門

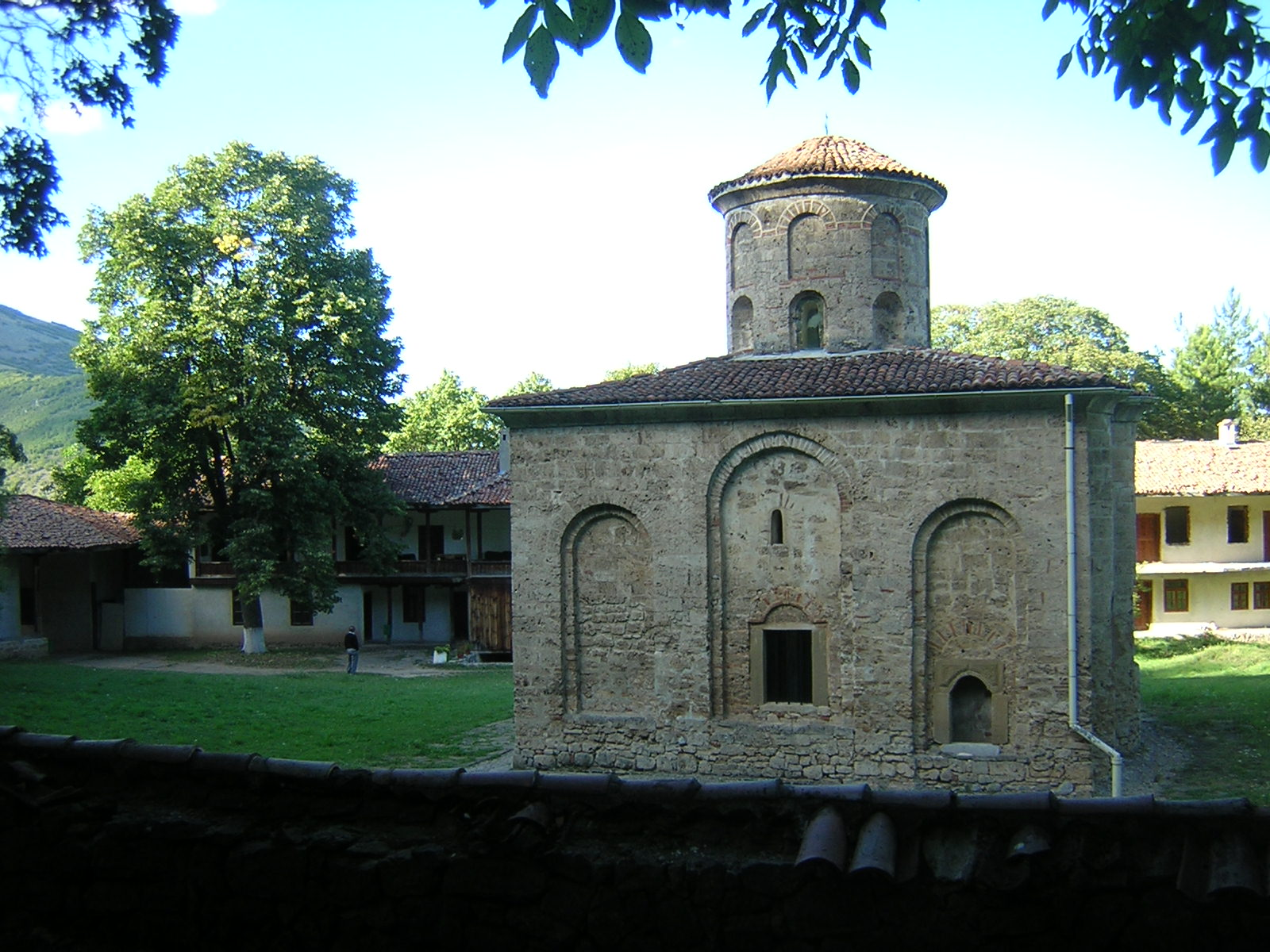
澤門修道院是一所中世紀教堂

澤門是保加利亞西部佩爾尼克州澤門市鎮的城鎮及行政中心，位於斯特魯馬河岸普切利纳水库（Pchelina Reservoir）附近。
澤門舊稱別洛沃，在1925年才改稱澤門。澤門這個名稱原本只是用在附近的一個鐵路站，後來又把這個名稱用在這裡城鎮，以紀念斯特魯馬峽谷澤蘭格勒的一所中世紀古堡。15至16世紀的塞爾維亞編年史提及這所古堡在11世紀的以賽亞民間傳說裡被首次提及。據當地人所述，澤門這名稱源自土地一語，意指這個岩石地區裡唯一可供耕作的土地。
澤門在1974年成為市鎮，市镇內的中世紀教堂澤門修道院（Zemen Monastery）頗有名氣。澤門的居民大多信奉保加利亞正教會。

## 註腳
1. ↑  Анна М.Чолева-Димитрова. . Речник. 2002年: 第117頁. ISBN 9546421685 （保加利亚语）.
2. ↑  Vasil Atanasov Vasilev. . Sofia Press. 1979年: 第62頁 （英语）.

42°29′N 22°45′E / 42.483°N 22.750°E